# Сердюки (Полтавський район)
Сердюки́ —  село в Україні, у Мачухівській сільській громаді Полтавського району Полтавської області. Населення становить 273 осіб. До 2017 орган місцевого самоврядування — Калашниківська сільська рада.

## Географія
Село Сердюки примикає до села Калашники.

## Історія
12 червня 2020 року, відповідно до розпорядження Кабінету Міністрів України № 721-р «Про визначення адміністративних центрів та затвердження територій територіальних громад Полтавської області», село увійшло до складу Мачухівської сільської громади.
19 липня 2020 року, в результаті адміністративно - територіальної реформи та ліквідації Полтавського району(1925—2020), село увійшло до складу новоутвореного Полтавського району.